# Euxoga amatura
Euxoga amatura är en fjärilsart som beskrevs av William Schaus 1928. Euxoga amatura ingår i släktet Euxoga och familjen tandspinnare. Inga underarter finns listade i Catalogue of Life.